# Armoiries de l'Allemagne
Le blason de l'Allemagne est celui du Saint-Empire romain germanique, hérité de l'empire romain :
« d'or à l'aigle de sable, armée, becquée et lampassée de gueules. »

## Historique
Les souverains allemands qui conservaient la tradition de l'Empire romain se servirent de ce symbole depuis les débuts de l'héraldique au XIIe siècle. À partir du XVe siècle, ils firent la distinction entre une aigle bicéphale qui était réservée aux empereurs dit romains et une aigle monocéphale qui était le symbole des rois allemands. 
L'aigle (bicéphale) fut le symbole de la Confédération germanique de 1814, elle fut (monocéphale) celle de l'Empire allemand de 1871 et de la République dite de Weimar de 1919. Elle l'était encore à l'époque nazie après 1933. Elle est redevenue le symbole de la République fédérale d'Allemagne en 1950, lorsque le président Heuss fixa les armoiries et le drapeau noir, rouge et or. La présentation usuelle aujourd'hui est celle de Karl-Tobias Schwab qui date de 1926.

Armoiries du Saint-Empire romain germanique.
Armoiries de la Confédération germanique entre 1848 et 1866.
Armoiries de la Confédération de l'Allemagne du Nord entre 1867 et 1871.
Armoiries provisoires de l'Empire allemand en 1871.
Grandes armoiries de l'empereur allemand entre 1871 et 1918.
Armoiries de l'Empire allemand entre 1871 et 1889.
Armoiries de l'Empire allemand entre 1889 et 1918.
Armoiries de la République de Weimar entre 1919 et 1928.
Armoiries de la République de Weimar entre 1928 et 1935.
Armoiries du Troisième Reich entre 1935 et 1945.
Armoiries de la République démocratique allemande entre 1955 et 1990.
Armoiries de la République fédérale d'Allemagne depuis 1950.